# اس/۲۰۰۴ اس ۳۶
اس/۲۰۰۴ اس ۳۶ (انگلیسی: S/2004 S 36) یکی از قمرهای زحل است/